# Нітриди
Нітри́ди — (рос. Нитриды, англ. nitrides, нім. Nitride): 
- бінарні сполуки металів з азотом.
- мінерали, сполуки азоту з різними більш електропозитивними елементами. Кристалічні речовини. За своїми властивостями близькі до самородних елементів (наприклад, сидеразот — Fe5N2, відомий у вулканічних нальотах у лаві Етни; осборніт — TiN, знайдений у метеориті з Індії).

## Використання нітридів
Подібно до карбідів, нітриди часто є вогнетривкими матеріалами через їх високу енергію решітки, що відображає сильну зв'язаність "N3−" з металевими катіонами. Таким чином, кубічний нітрид бору, нітрид титану і нітрид кремнію використовуються як ріжучі матеріали і тверді покриття. Гексагональний нітрид бору, який має шарувату структуру, є корисним високотемпературним змащувальним матеріалом, подібним до дисульфіду молібдену. Сполуки нітридів часто мають великі ширина забороненої зони, тому нітриди зазвичай є ізоляторами або напівпровідниками з широкою забороненою зоною; прикладами є нітрид бору і нітрид кремнію. Матеріал з широкою забороненою зоною, нітрид галію, цінується за світіння синього кольору у світлодіодах. Подібно до деяких оксидів, нітриди можуть поглинати водень і обговорювалися в контексті зберігання водню, наприклад, нітрид літію.

## Приклади

### Ковалентні нітриди
Ковалентні нітриди бувають як відносно стійкими (наприклад, нітрид бору — BN), так і реакційноздатними нестабільними речовинами Наприклад, нітрид йоду можна отримати тільки непрямим шляхом
{\displaystyle \mathrm {BN+3\ IF\ {\xrightarrow {-30\,^{\circ }\mathrm {C} }}\ NI_{3}+BF_{3}} }
Важливі ковалентні нітриди: 
- третьої групи BN, AlN, GaN, InN.
- четвертої групи (C3N4, Si3N4, Ge3N4, Sn3N4).
- інші P3N5, Cu3N

### Металічні нітриди
TiN, TaN, CrN, Fe4N, Fe3N1+x, Fe2

### Іонні нітриди
Іонні нітриди — солеподібні сполуки, при контакті з водою гідролізують до утворення відповідного гідроксиду і аміаку
{\displaystyle \mathrm {AlN+3\ H_{2}O\longrightarrow \ Al(OH)_{3}+3\ NH_{3}} }
{\displaystyle \mathrm {Mg_{3}N_{2}+6\ H_{2}O\longrightarrow 3\ Mg(OH)_{2}+2\ NH_{3}} }
Їх можна отримати при нагріванні активних металів в атмосфері азоту
{\displaystyle \mathrm {3\ Mg+\ N_{2}\longrightarrow \ Mg_{3}N_{2}} }